# Historia del fútbol chileno (La Nación)
Historia del Fútbol Chileno es un libro compuesto por diez volúmenes y publicado por el diario La Nación en el año 1985. Los volúmenes son los siguientes:
- 1: Orígenes del fútbol, albores del profesionalismo, los escenarios.
- 2: Los clubes con tradición.
- 3: Incorporación a la FIFA
- 4: El proceso de la Segunda División, los árbitros, los dirigentes.
- 5: Chile en los Mundiales (desde 1930 a 1962)
- 6: Chile en los Mundiales (desde 1966 a 1984)
- 7: Chile contra el mundo, Olimpíadas, Campeonatos Panamericanos y Copas.
- 8: Las grandes tragedias, los técnicos, la DIGEDER, la gran gira de Colo-Colo.
- 9: Los torneos de Primera División.
- 10: Las grandes figuras.

El libro se ha usado como fuente de diversos estudios y recopilaciones sobre el fútbol chileno, además forma parte del catálogo de la Biblioteca Nacional de Chile.